# Mondscheinkarte

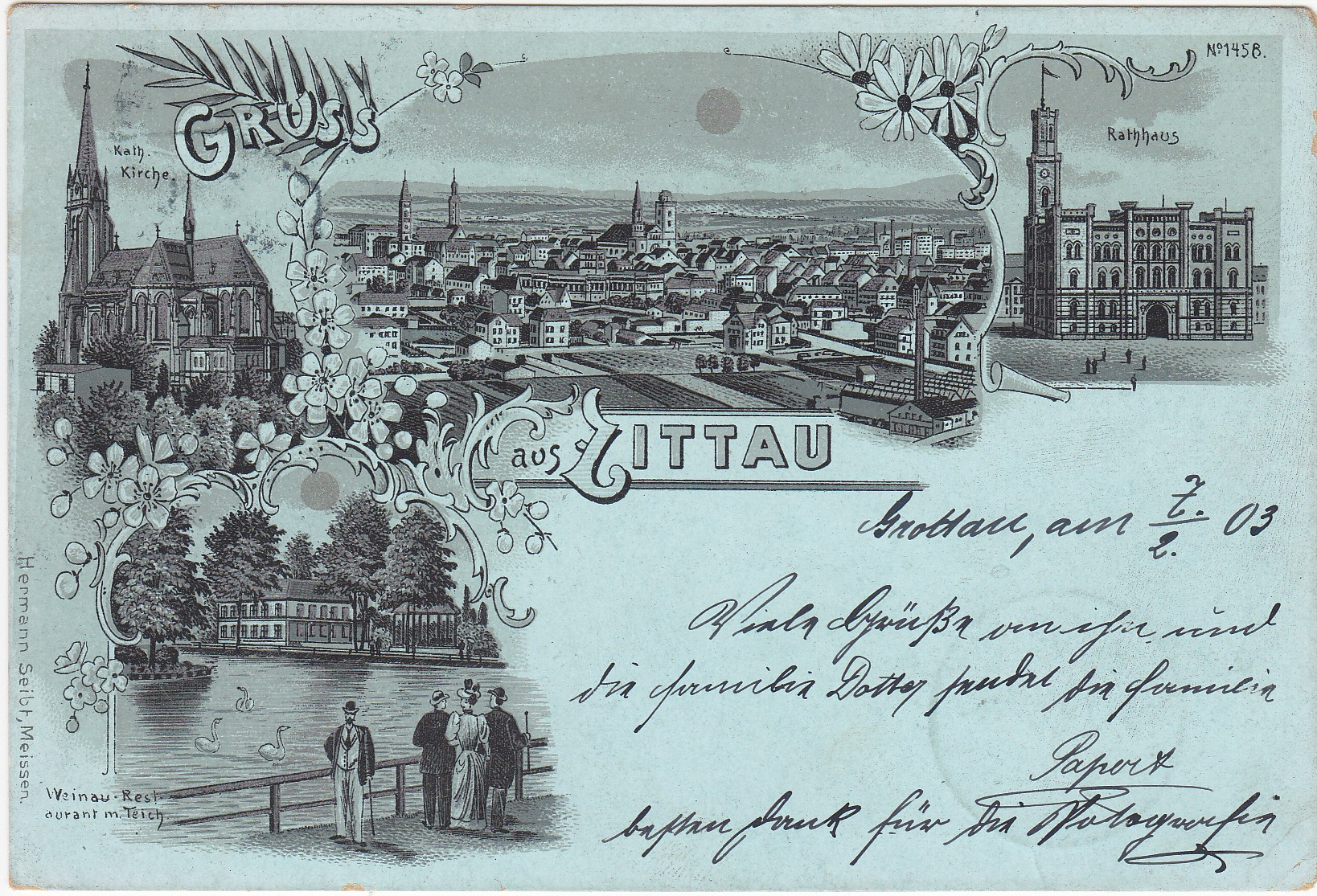
Beispielkarte von Zittau in Sachsen

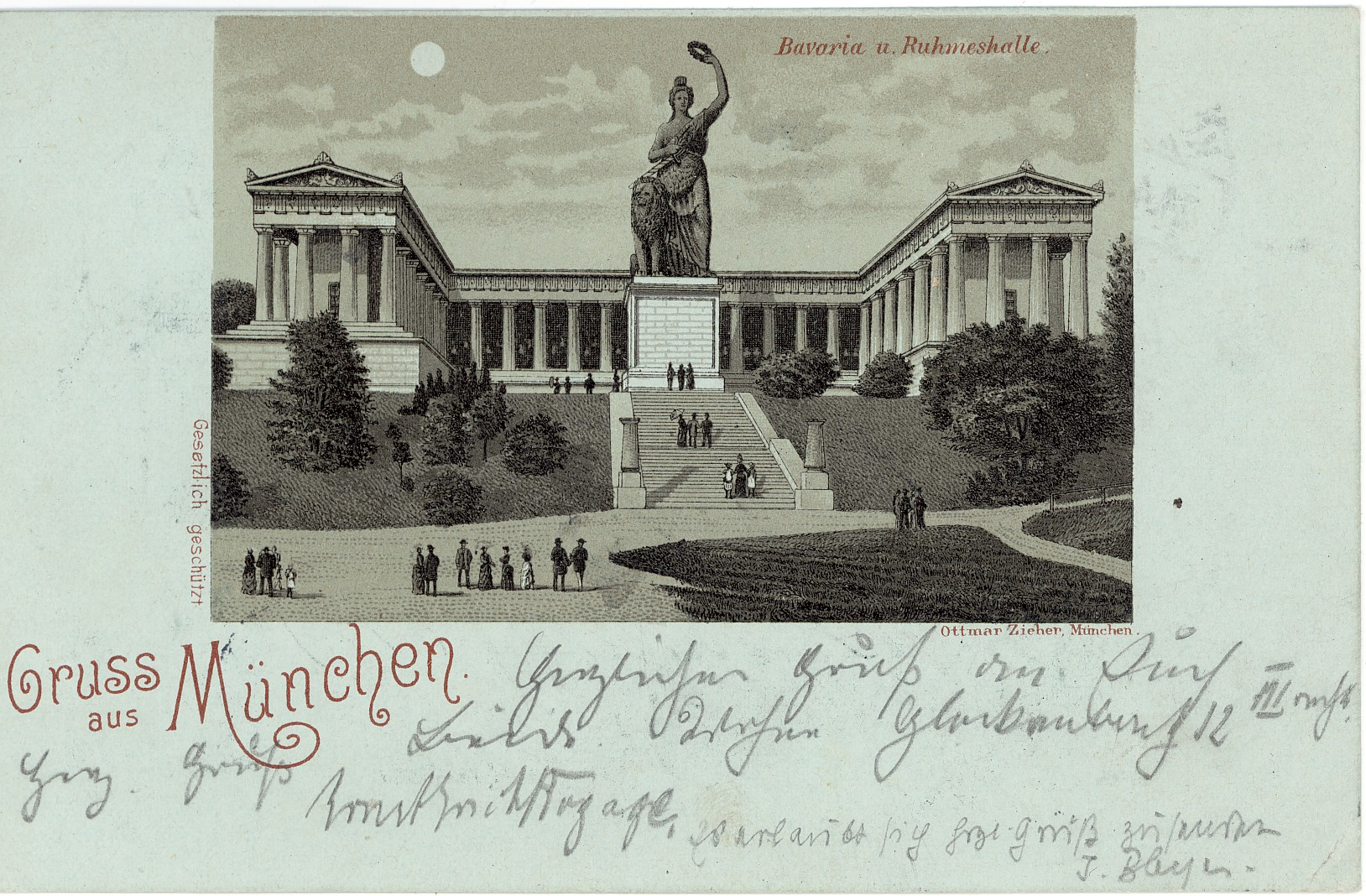
Mondscheinkarte: Bavaria und Ruhmeshalle, München

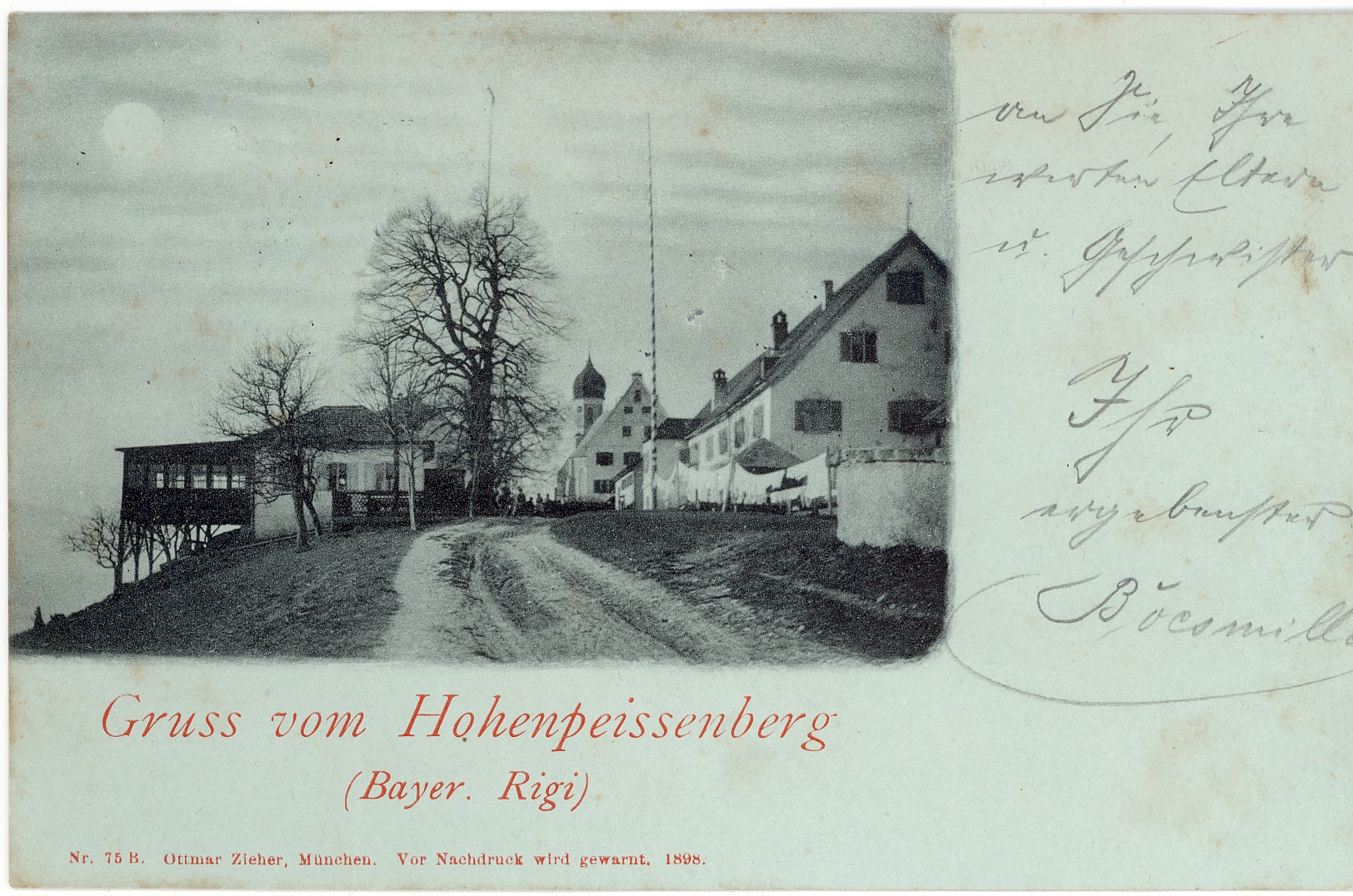
Alte Mondscheinkarte vom Hohen Peißenberg (Gipfel) von 1898

Mondscheinkarte ist eine historische Bezeichnung für eine Modeerscheinung in der Ansichtskartenwelt.
Es handelt sich hierbei um Karten, die eine Örtlichkeit, wie beispielsweise eine romantische Stadtszene, im Mondschein zeigen. Auf diesen Ansichtskarten ist fast immer der Mond zu sehen. Neben Lithografien mit Mondscheinmotiven gibt es zum Beispiel auch Fotoansichtskarten, bei denen durch Nachbearbeitung die Illusion der Nachtaufnahme erzielt wurde. Beliebt waren Mondscheinkarten um 1900; die meisten Karten stammen aus der Zeit von 1898 bis 1906.

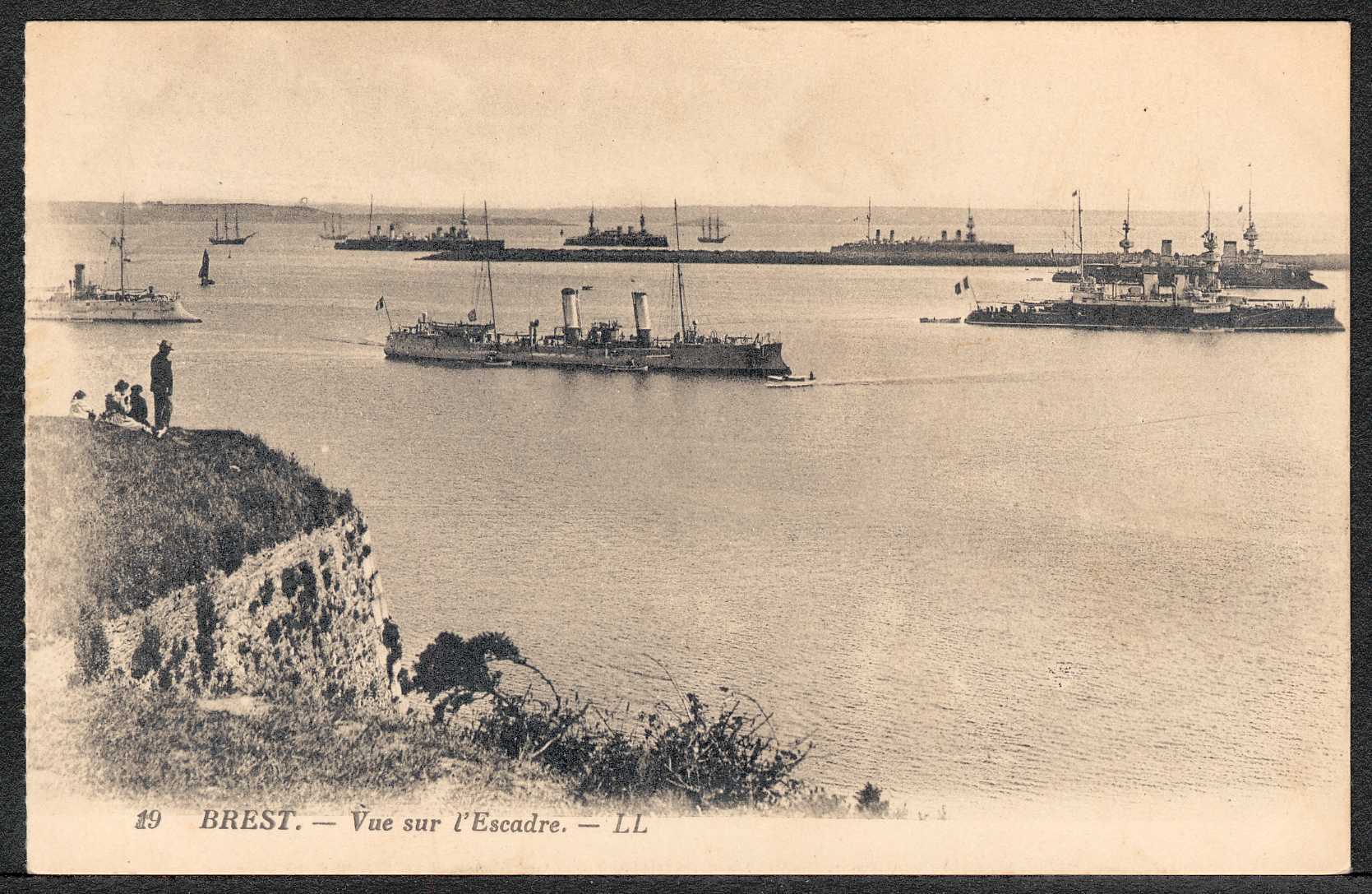
Originalaufnahme bei Tag
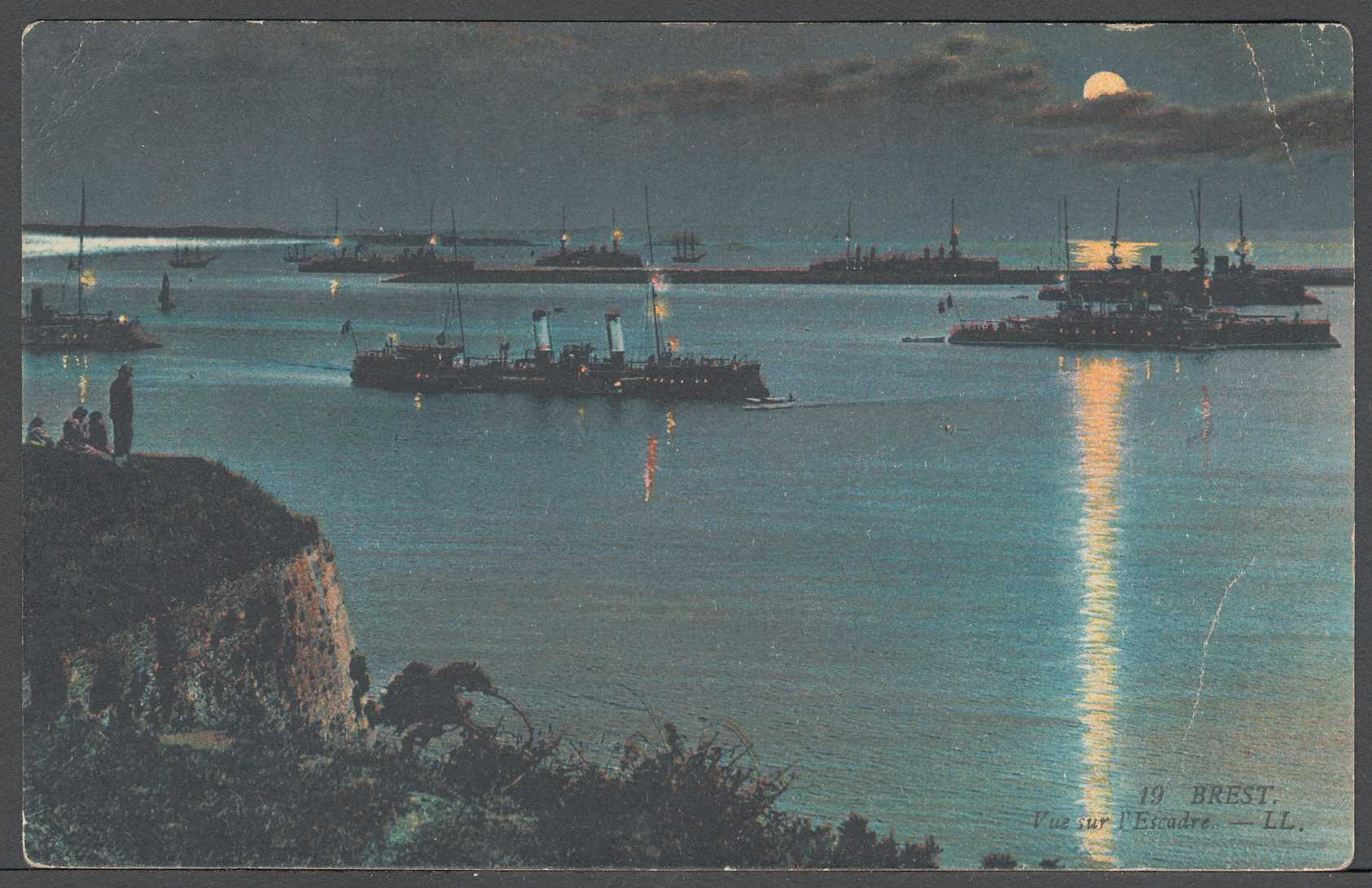
Gleiche Aufnahme durch Nachbearbeitung zu Nachtaufnahme umgewandelt.

Neuere Karten, auf denen der Mond zu sehen ist, werden nicht als Mondscheinkarten im Sinne der Sammlerdefinition bezeichnet, da sich Ansichtskartensammler meist nur für alte Ansichtskarten interessieren.
Eine ähnliche Art von Karten, die aber weniger häufig zu finden ist, sind die Aurora-Karten (Morgenröte-Karten).